# Polydesmus alatus
Polydesmus alatus är en mångfotingart som beskrevs av Peters 1864. Polydesmus alatus ingår i släktet Polydesmus och familjen plattdubbelfotingar. Inga underarter finns listade i Catalogue of Life.